# Jean-François Marmontel
Jean-François Marmontel (Bort, Lemosín, 11 de julio de 1723-Ablonville, Normandía, 31 de diciembre de 1799) fue un escritor y dramaturgo francés.

## Biografía
Nacido en una familia humilde, tuvo dificultades para acceder a la formación humanística , estudió primeramente en su casa con el abate Vaissiére y luego con los jesuitas de Mauriac y en Clermont-Ferrand.
Al terminar sus estudios en Toulouse, se trasladó a París llamado por Voltaire, dándose a conocer con algunos poemas y tragedias, entre ellas Denys le Tyran (1748) y Aristomène (1749). Durante algún tiempo dirigió el periódico Mercure de France y colaboró en  L'Encyclopédie, para la que escribió numerosos artículos de carácter poético y literario.
Obtuvo un gran éxito con las novelas Bélisaire (1767) y Les Incas ou la destruction de l'Empire du Perou (1777), con acerbas críticas de la conquista española.
Reunió todos sus artículos publicados en L'Encyclopédie entre 1753 y 1756 en un libro que tituló Éléments de littérature (Elementos de literatura), que publicó en 1787. 
En 1758, Marmontel pasó a dirigir el Mercure de France, consagrado ya como uno de los más influyentes periodistas de su tiempo. Ese mismo año pasó once días arrestado en la Bastilla por publicar en el Mercure una sátira anónima y negarse a delatar a su autor.
Participó también en la corrección y reelaboración de artículos para el suplemento de la Enciclopedia y en el proyecto de Enciclopedia metódica de Panckoucke.
Testigo de los excesos revolucionarios, aunque anteriormente había sido enemigo del Antiguo Régimen, en 1791 prefirió retirarse a Gaillon, donde escribió las Memoires d´un père pour servir à l´instruction de ses enfants, muy importantes para conocer la sociedad y los acontecimientos del siglo XVIII.